# Dolen (distrikt i Bulgarien, Blagoevgrad, Obsjtina Satovtja, lat 41,62, long 23,93)
Dolen (bulgariska: Долен) är ett distrikt i Bulgarien.   Det ligger i kommunen Obsjtina Satovtja och regionen Blagoevgrad, i den sydvästra delen av landet, 130 km söder om huvudstaden Sofia.
I omgivningarna runt Dolen växer i huvudsak blandskog. Runt Dolen är det ganska glesbefolkat, med 38 invånare per kvadratkilometer.